# 马图蒂纳
马图蒂纳是巴西米纳斯吉拉斯州的一个市镇。总面积260.5平方公里，总人口3700人，人口密度14.2人/平方公里。